# MTN Domestic Championship 2008/09
Der MTN Domestic Championship 2008/09 war die 28. Austragung der nationalen List-A-Cricket-Meisterschaft in Südafrika. Der Wettbewerb wurde zwischen dem 14. November 2008 und 16. Januar 2009 zwischen den sechs südafrikanischen First-Class-Franchises über jeweils 45 Over ausgetragen. Im Finale konnten sich die Titans mit 8 Wickets gegen die Eagles durchsetzen.

## Format
Die sechs Mannschaften spielten in einer Gruppe jeweils zweimal gegen jedes andere Team. Für einen Sieg gibt es vier Punkte, für ein Unentschieden oder No Result zwei und für eine Niederlage keinen Punkt. Ein Bonuspunkt wird vergeben, wenn bei einem Sinn die eigene Runzahl die des Gegners um das 1,25-Fache übersteigt. Des Weiteren ist es möglich, dass Mannschaften Punkte abgezogen bekommen, wenn sie beispielsweise zu langsam spielen. Die ersten vier der Gruppe bestreiten das Halbfinale, dessen Sieger im Finale den Gewinner des Wettbewerbes ermitteln.

## Resultate

### Gruppenphase
Tabelle
Am Ende der Saison nahm die Tabelle die folgende Gestalt an.
| Teams          | Sp. | S | N | U | R | NR | A | BP | Ded | Punkte | NRR    |
| -------------- | --- | - | - | - | - | -- | - | -- | --- | ------ | ------ |
| Eagles         | 10  | 7 | 2 | 0 | 0 | 1  | 0 | 4  | 0   | 34     | +0.842 |
| Titans         | 10  | 6 | 2 | 0 | 0 | 2  | 0 | 1  | 0   | 29     | +0.069 |
| Cape Cobras    | 10  | 5 | 3 | 0 | 0 | 2  | 0 | 2  | 0   | 26     | +0.247 |
| Dolphins       | 10  | 4 | 4 | 0 | 0 | 2  | 0 | 1  | 0   | 21     | −0.341 |
| Warriors       | 10  | 2 | 7 | 0 | 0 | 1  | 0 | 1  | 0   | 11     | −0.311 |
| Highveld Lions | 10  | 2 | 8 | 0 | 0 | 0  | 0 | 1  | 0   | 9      | −0.362 |

## Halbfinale
| 9. Januar Scorecard | Centurion | Cape Cobras 183-9 (33/33)    | – | Titans 186-1 (26/33) |
|                     |           | Titans gewinnt mit 9 Wickets |   |                      |

| 11. Januar Scorecard | Bloemfontein | Eagles 253-8 (45)         | – | Dolphins 245-7 (45) |
|                      |              | Eagles gewinnt mit 8 Runs |   |                     |

## Finale
| 16. Januar Scorecard | Bloemfontein | Eagles 138 (44)              | – | Titans 141-2 (25.3) |
|                      |              | Titans gewinnt mit 8 Wickets |   |                     |